# Kašna na Velkém náměstí (Prachatice)
Kamenná kašna se sochou Spravedlnosti se nachází na Velkém náměstí v jihočeských Prachaticích. Kašna je renesančního původu z let 1582–1583, z této doby se dochovala socha Spravedlnosti, nádrž na vodu je pozdějšího data. Od 3. května 1958 je kulturní památkou.

## Popis kašny
Polygonální kašna se zvlněnými okraji a sochou Spravedlnosti na vysokém podstavci. Kašna je renesančního původu z let 1582–1583, z této doby se dochovala socha spravedlnosti a část podstavce. Nádrž na vodu je pozdějšího data a byla upravovaná do dnešní podoby v letech 1852, 1903 a 2000. Polygonální nádrž na vodu s dynamicky zvlněnými okraji je zhotovena ze světlé žuly, schody ke kašně vyrovnávají svým počtem sklon náměstí. Ve středu nádrže je třídílný odstupňovaný podstavec se čtveřicí kovových chrličů. Nad nimi je samostatný nástavec se čtveřicí reliéfů – na severní straně znak české země, na jižní prachatický městský znak, na východní a západní rožmberská růže. Pod růží na západní straně je vytesán letopočet ANO DNI 1583, na protější je pod růží napsáno IAN MART. KVNDIK. Spodní čtverhranný podstavec s chrliči je mladší, pravděpodobně až z počátku 20. století. Původní spodní část podstavce měla čtyři chrliče v podobě lvích hlav, ze kterých tryskala voda na čtyři strany. Na tomto podstavci se nacházel také nápis: „Tato kašna jest vystavěna k poctivosti obce města Prachatic nákladem JMtí pro pohodlí člověku každému čistotu milujícímu, kteroužto za poklad a klínot sobě pokládá. Pán Bůh rač dáti, aby trvanliva byla a tak vody její, jakž David praví, město obveselovaly. Mistr její: Ondřej Vlach Torniaka z Bondu, usedlý zdejší. Léta Páně 1582.“
Chemicky upravená voda v kašně není pitná a neustále cirkuluje. Na zimní období se nádrž vypouští a je zakrývána.

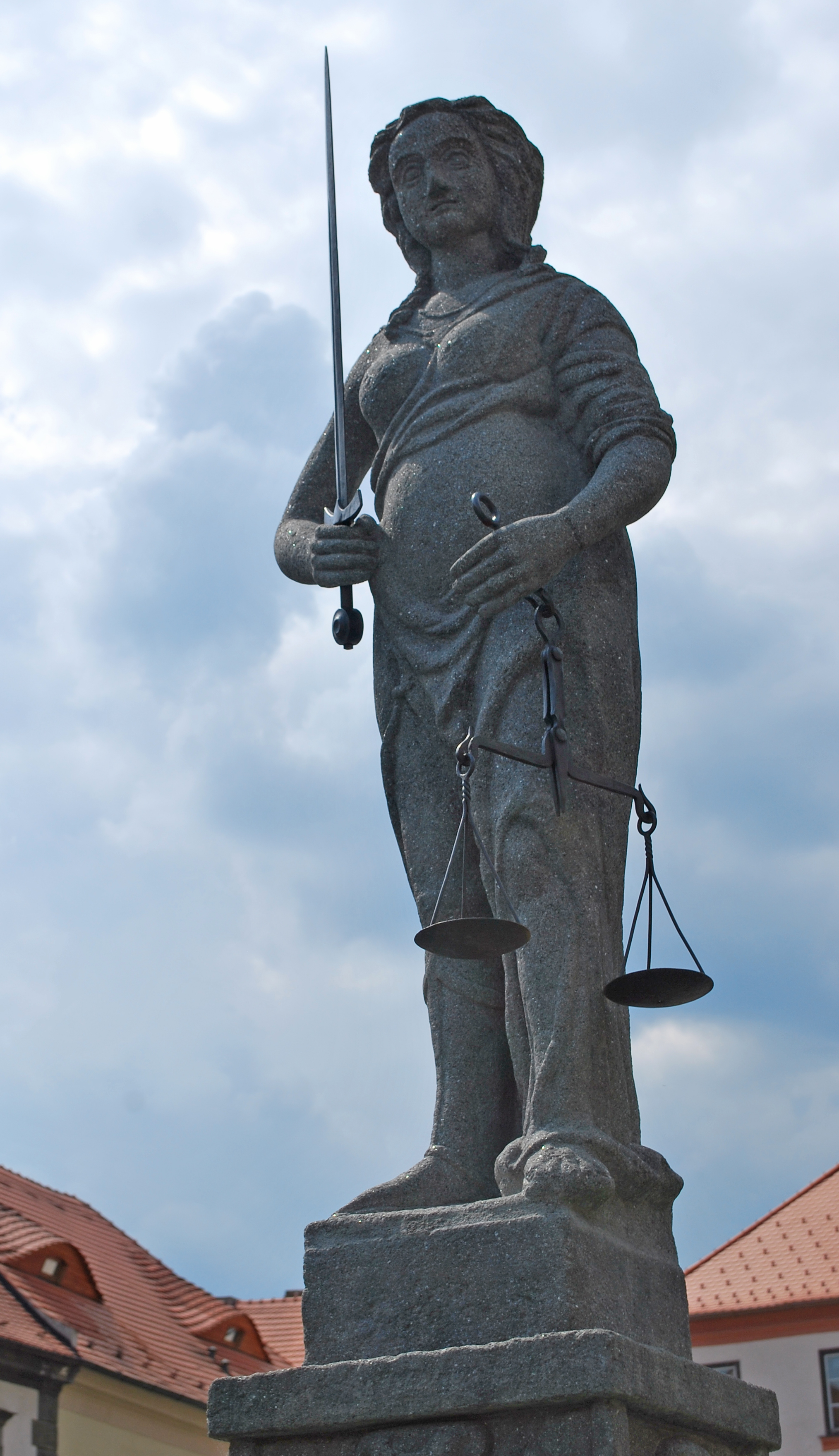
Socha Spravedlnosti na podstavci kašny

### Socha Spravedlnosti
Socha umístěna na zdobeném podstavci se dívá směrem k severu náměstí a drží v pravé ruce meč a v levé ruce váhy. Na rozdíl od tradičního zobrazení alegorií spravedlnosti nemá zakryté oči. Originál sochy zhotovil prachatický kameník Ondřej Vlach v roce 1582. Socha je vytesána z prachatického dioritu. V roce 2011 byla socha jedním z exponátů na výstavě o rodu Rožmberků ve Valdštejnské jízdárně v Praze.

## Historie kašny

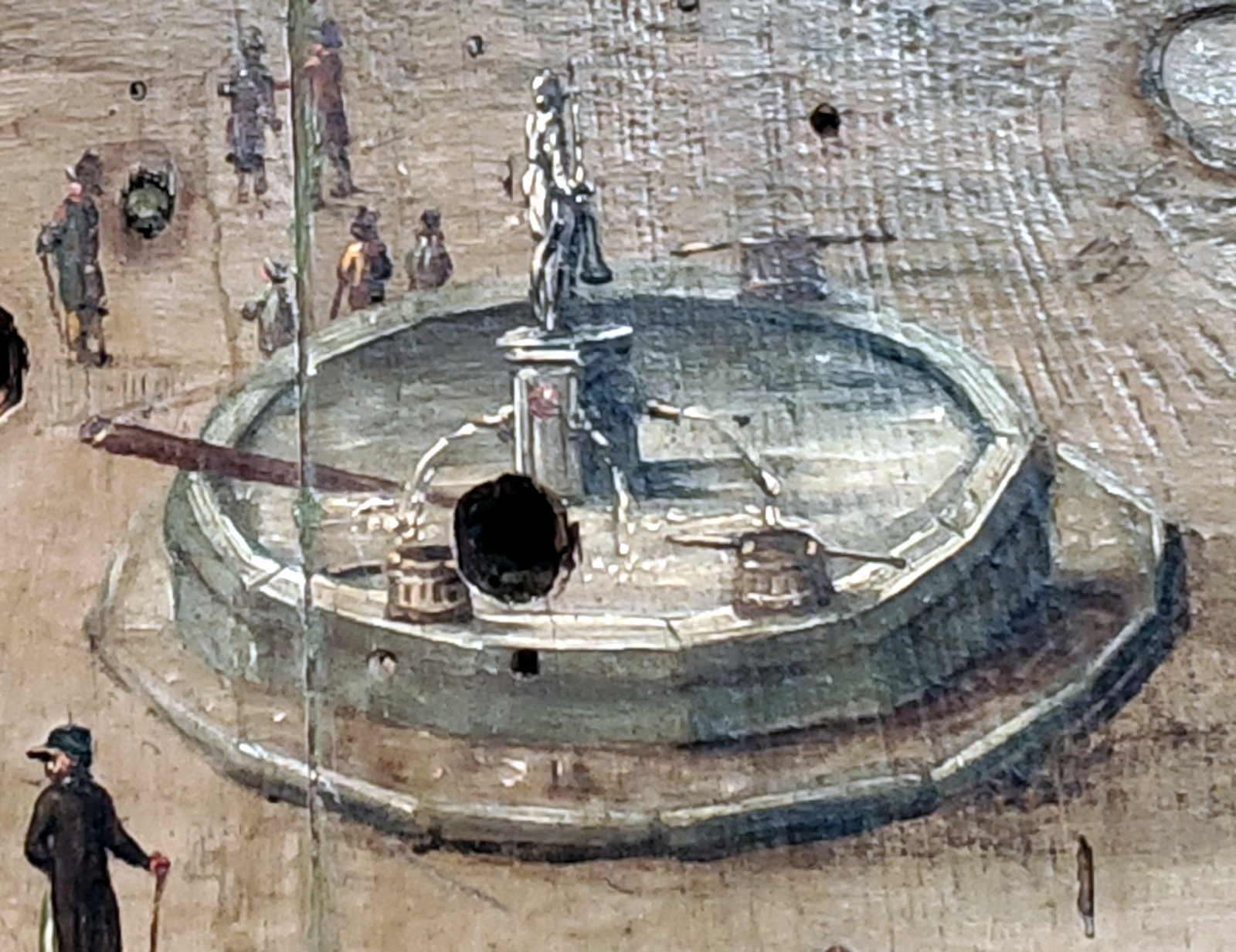
Vyobrazení původní podoby renesanční kašny na střeleckém terči z roku 1816.

Nejstarší písemný doklad o existenci kašny je z roku 1563, kdy městská rada žádala hejtmana helfenburského panství Volfa Beera z Vejdu o prodej smoly, protože stará kašna propouštěla vodu a bylo potřeba ji rozebrat a utěsnit. Kašna však i po opravě dále propouštěla vodu, proto bylo rozhodnuto o výstavbě kašny nové a z tohoto důvodu byl pozván na zasedání městské rady dne 10. března 1581 prachatický měšťan Ondřej Vlach a byl mu sdělen důvod výstavby nové kašny: „Poněvadž pak nevyšší poklad městský jest voda a pro dopuštění ohně z příhody lidské nebo z dopuštění Pána Boha všemohoucího, kdyby vody v městě nebylo, tou nešťastnou příčinou všecko město mohlo by k zmaření a zkáze přijíti“. Ondřej Vlach přinesl s sebou na jednání již předem zhotovený model, „mustr z hlíny učiněný“ a podal další podrobnosti o vzhledu budoucí kašny: „Vprostřed pak že postaví v té cisterně sloupy veliký s obrazem z čtyř úst lvových, z kterých voda vypadati má na čtyři strany do cisterny. Nahoře na sloupu erb Jeho Milosti Páně s růží a se dvěma medvědy a z strany druhé erb městský a na svrchu sloupu státi má Iusticia, zdrže váhu a meč s svým okrášlením“. Původně Ondřej Vlach požadoval za svou práci 500 kop gr. míš., městské radě se však částka zdála vysoká, nakonec se ale dohodli na částce 405 kop gr. míš. a naturální dávce v podobě třiceti měr prachatických žita. Další náklady na dovoz kamene, nákup železa a olova na spojování jednotlivých částí kašny měly být hrazeny z obecní pokladnice. V sepsané smlouvě však nalezneme nakonec částku 415 kop gr. míš. Ondřej Vlach však nestačil kašnu zcela dokončit (dokončena byla pravděpodobně zcela pouze socha Spravedlnosti a z větší části nádrž na vodu a část podstavce s přívodem vody potrubím do kašny, napojeným na městský vodovod od Feferských rybníčků), dne 12. ledna 1583 si k sobě pozval prachatické měšťany Šebestiána Sochora, Štěpána Kocourka a městského písaře Jeornýma Strachotínského za účelem sepsání poslední vůle. V té je uvedena i poznámka, že pokud by zemřel, tak v tomto případě má jeho učedník Jakub dodělat haltýř (nádrž na vodu). Na konci kšaftu připojil prosbu: „Pana purgmistra, pánův pro Pana Boha prosím strany kašny, kterouž sem s velikou prací postavil, ať ní se neubližuje a co kdokoli od toho díla povinni budou, to já Jakubovi učedníku svému odkazuji a on haltýře ty aby dodělal“. Ondřej Vlach zemřel někdy před 4. březnem 1583, kdy se při projednávání jeho pozůstalosti se o něm hovoří již jako o zemřelém. Dne 26. dubna prachatická městská rada uzavřela písemnou smlouvu s Janem Pilštnycerem, „sousedem z Českého Krumlova“, který má "na nové kašně na stojánku kamenným čtyři lvové hlavy, kterýmiž by voda čtyřmi stranami do též kašny z oust tekla, podle mustru ukázaného, vytesati. A nad tím kamenem opět na druhém kamenu též má vytesati erb Jeho Milosti Páně s růží a medvědy a druhý erb městský se lvem a klíči, jako to všechno malované jest na papíře ukázal.“ Kameník slíbil dílo „mistrovsky vytesati“ a neměl opustit město, dokud práci nedodělá. Za tuto práci měl obdržet 24 kop gr. míš. Učedník Jakub mu měl při tom pomáhat. Poslední splátka ve výši 5 kop gr. míš. mu byla vyplacena 10. června 1583.
Renesanční kašna vydržela v původní podobě až do požáru města v roce 1832, kdy v následujícím roce z nařízení krajského hejtmana Jos. Ed. Maška a krajského inženýra Kottnaura byli do Prachatic vysláni 2 stavitelé, kteří ve své horlivosti dali původní kašnu na náměstí roztlouci. Některých částí této kašny, včetně spodní části podstavce s nápisem, bylo využito ke stavbě malé kašny na spojnici dnešních ulic Křišťanova, Poštovní a Husova (nápis z podstavce se dal číst na schodech ke kašně). Socha Spravedlnosti byla odstraněna na Šibeniční vrch. Později, po zavedení vodovodu, byla i tato kašna rozebrána a uklizena do městské ohrady. Otakar Mokrý v roce 1883 v knize Čechy, díl I. – Šumava o zbytcích původní kašny uvádí: "Trosky její, poházené blátem, pokryté rmutem a prachem jako nejbídnější vývrhel, povalují se v kostelní uličce a za kapličkou sv. Jana Nepomuckého očekávajíce kýžený okamžik, kdy slituje se nad nimi konečně lítostivý zub času a zhlodá je docela". Socha Spravedlnosti byla v roce 1904 přesunuta do nově zřízeného Městského muzea v přízemí Staré radnice.
V letech 1852-1853 byla S. Eisnerem z Volyně za cenu 498 zl. 45 kr., na základě předchozího výběrového řízení z roku 1844, na původním místě na náměstí vystavěna nová pozdně klasicistní kašna čtvercového půdorysu s jednoduchým podstavcem ukončeným kamenným křížem, i ta však neměla dlouhého trvání. V roce 1903 byla vystavěna zcela nová betonová kašna s nádrží novobarokního tvarosloví s pomníkem uprostřed s bustou císaře Josefa II. Po roce 1918 se objevil záměr upravit kašnu jako památník padlým v I. světové válce, k tomu ale nedošlo. Na své místo se v roce 1925 z Městského muzea vrátila socha Spravedlnosti, mezitím se však ztratily váhy, jeden z hlavních atributů spravedlnosti, které tak museli být vyhotoveny nové. V roce 2000, při rekonstrukci Velkého náměstí byla nádrž na vodu nově vyhotovena ze světlé žuly, jako replika nádrže z roku 1903. Při rekonstrukci kašny bylo rovněž nalezeno původní renesanční potrubí napájející původně kašnu vodou. V zimě roku 2004 byla socha Spravedlnosti vážně poškozena při pádu způsobeném silným poryvem větru. Po opravě byl na kašnu vrácen výdusek, kdežto originál je od té doby vystaven v přízemí Staré radnice. V roce 2007 bylo po opětovném stržení sochy větrem nutné vyrobit výdusek nový.

## Galerie

### Pohledy na kašnu

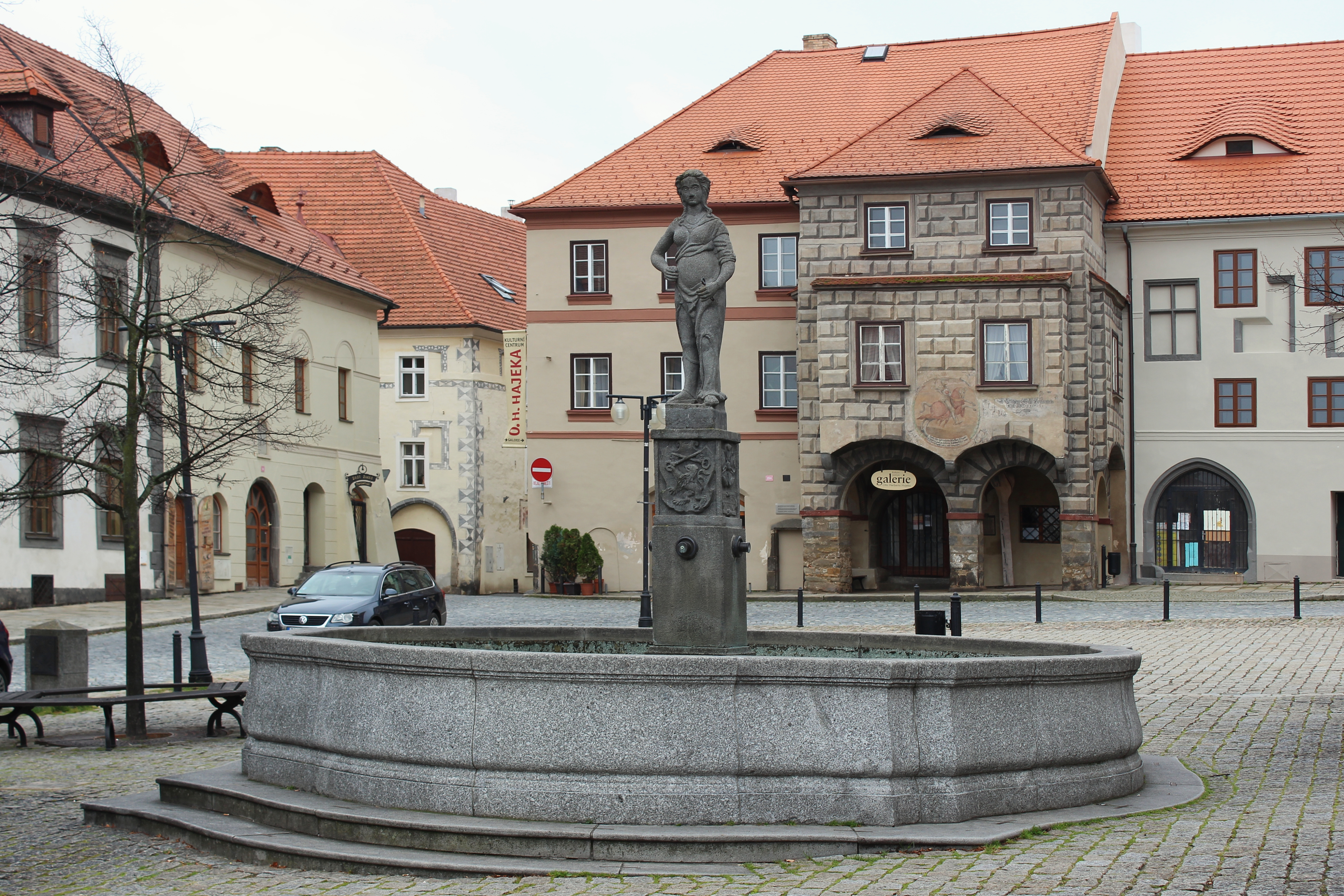
Pohled na kašnu od severu
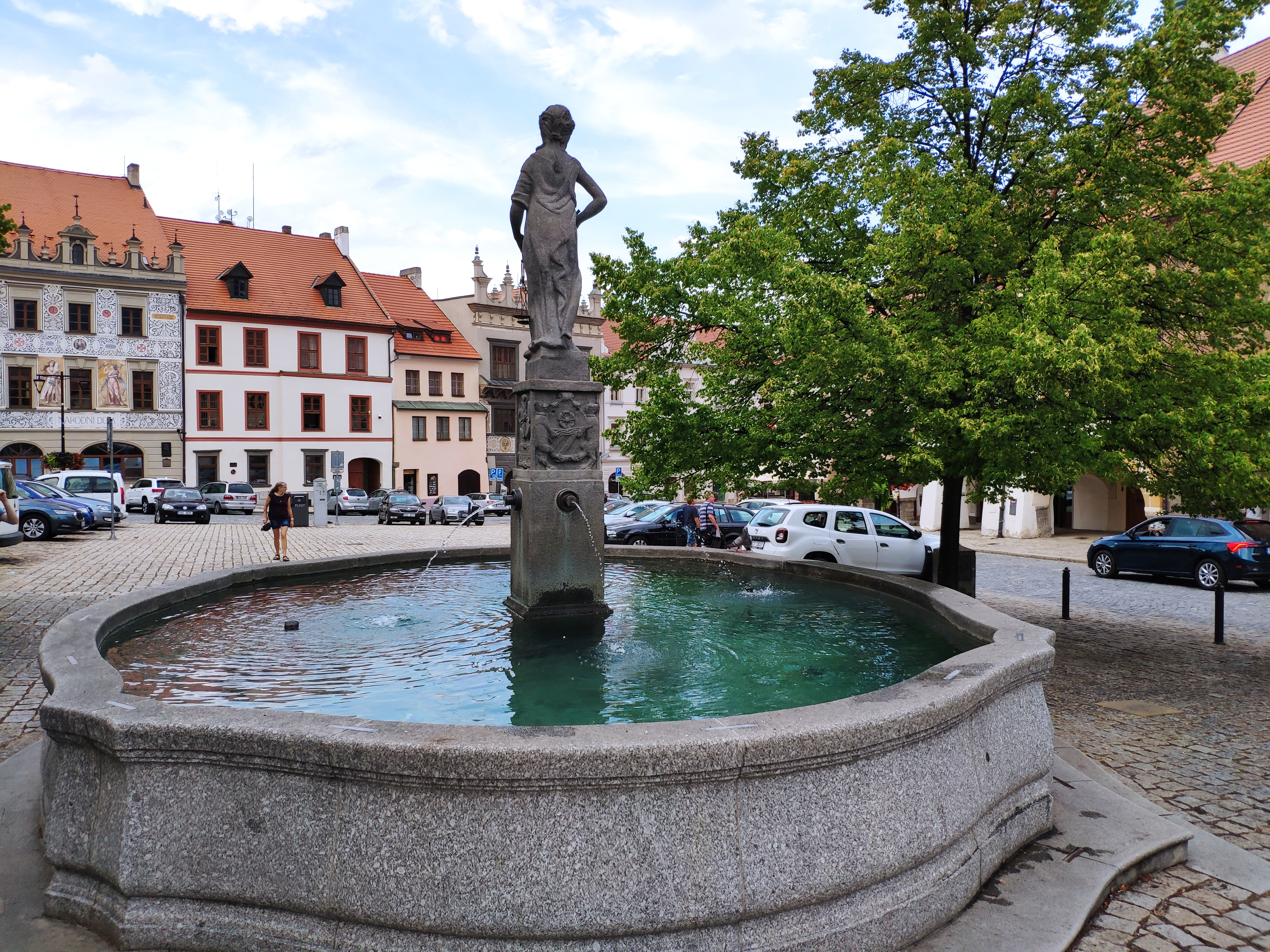
Pohled na kašnu od jihizápadu
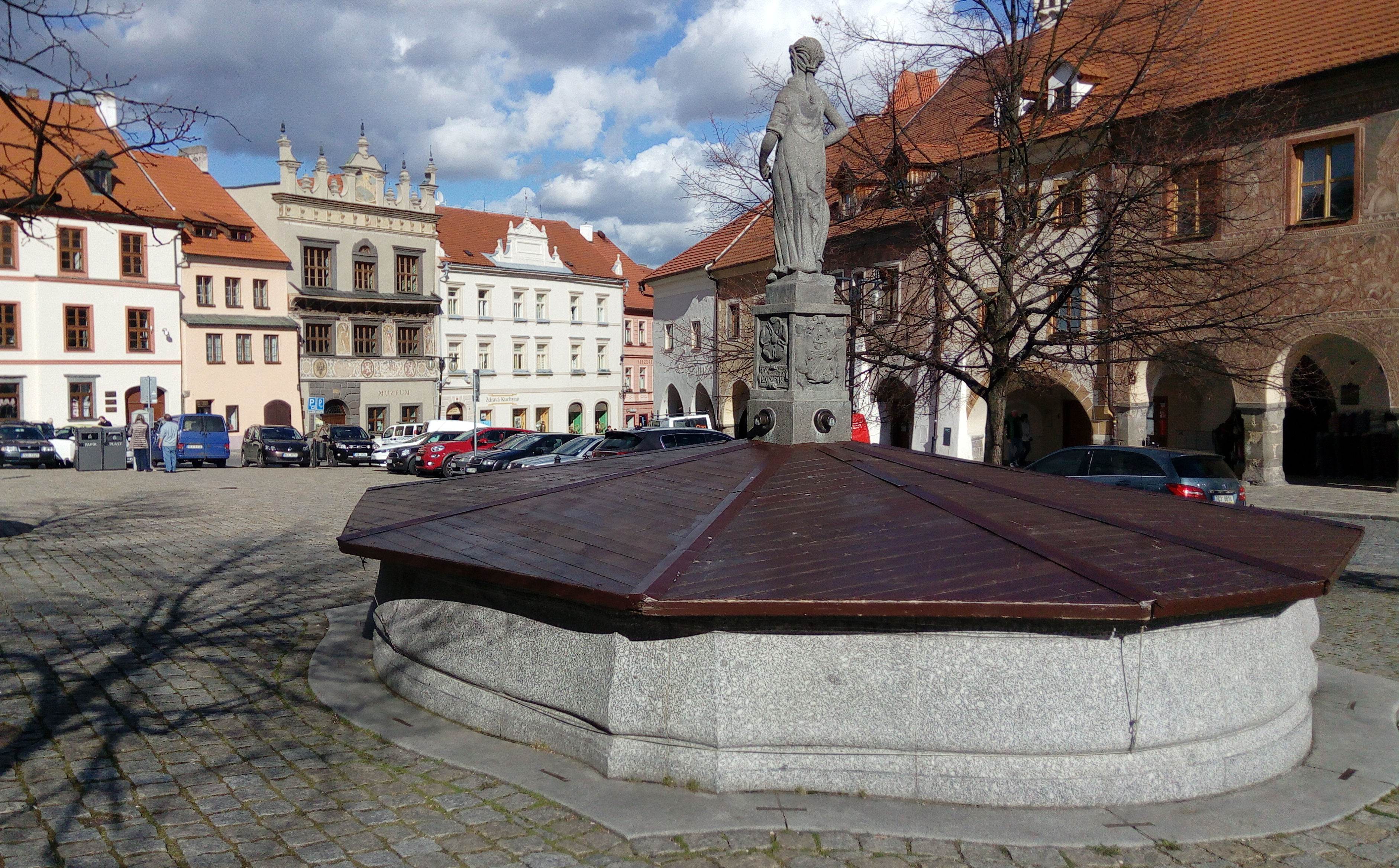
Pohled na kašnu od jihizápadu
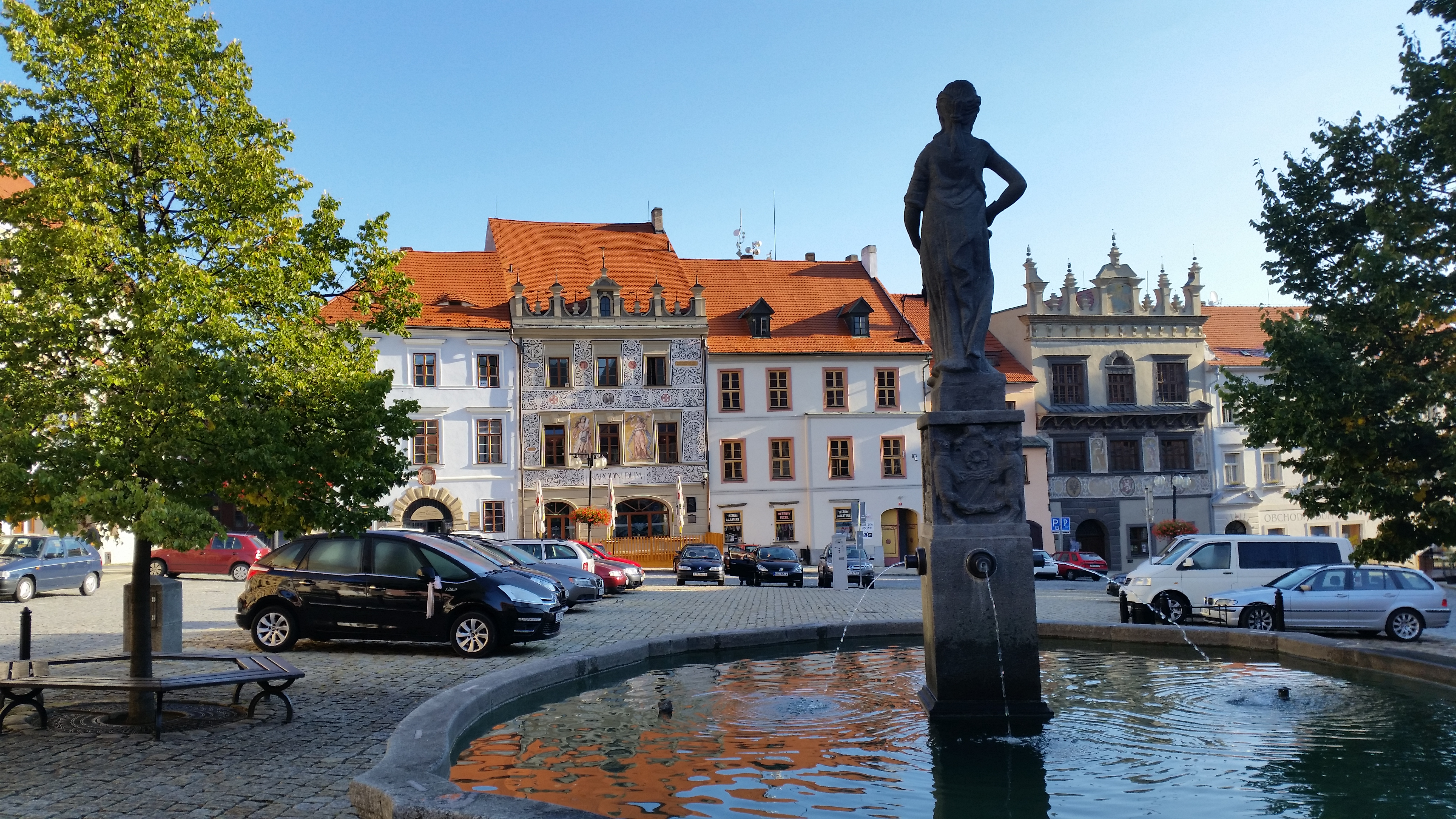
Pohled na kašnu od jihu
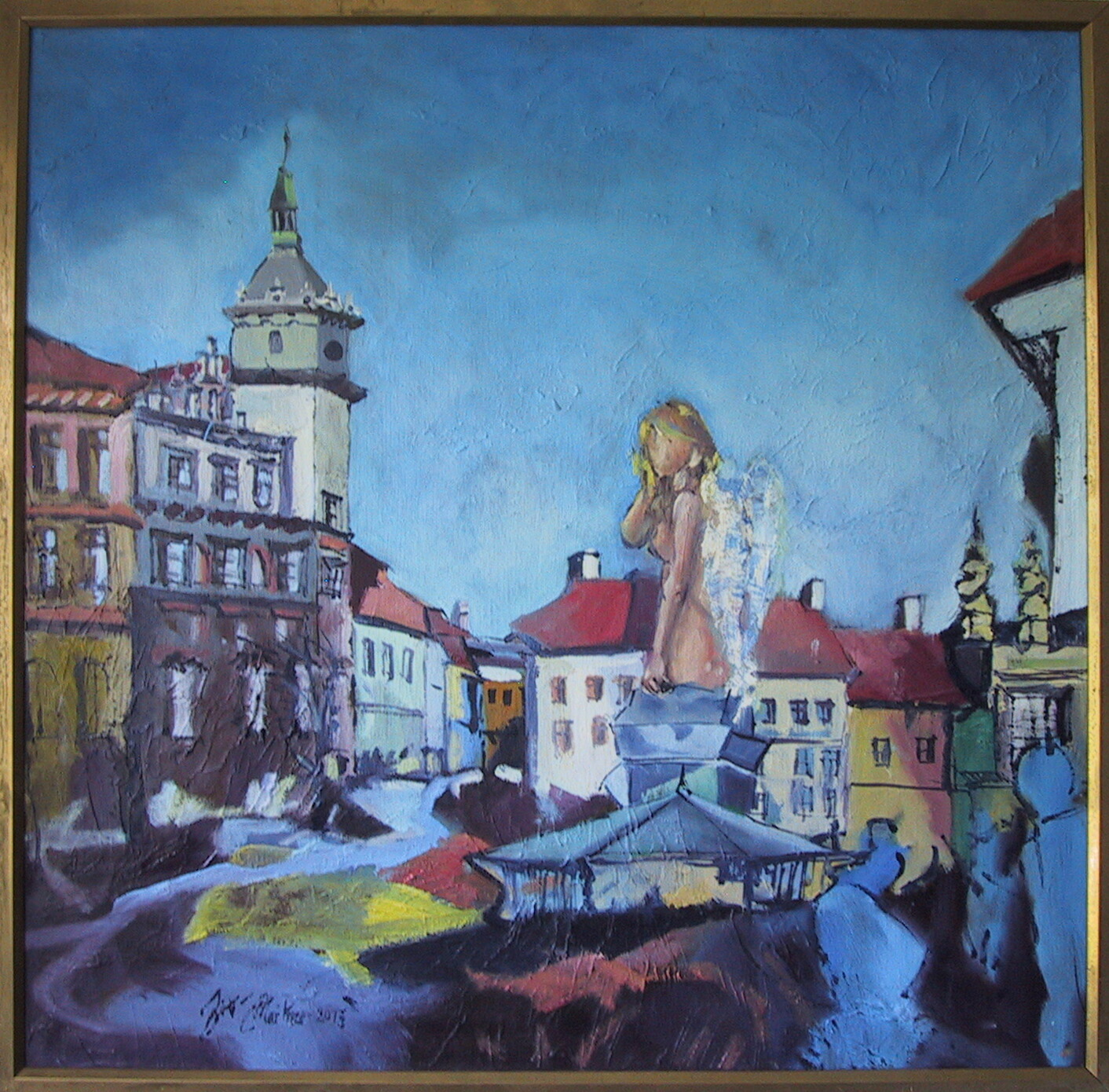
Jiří Meitner, Prachatice lehce andělské I, 75x75 cm, 2013

### Pohledy na sochu Spravedlnosti

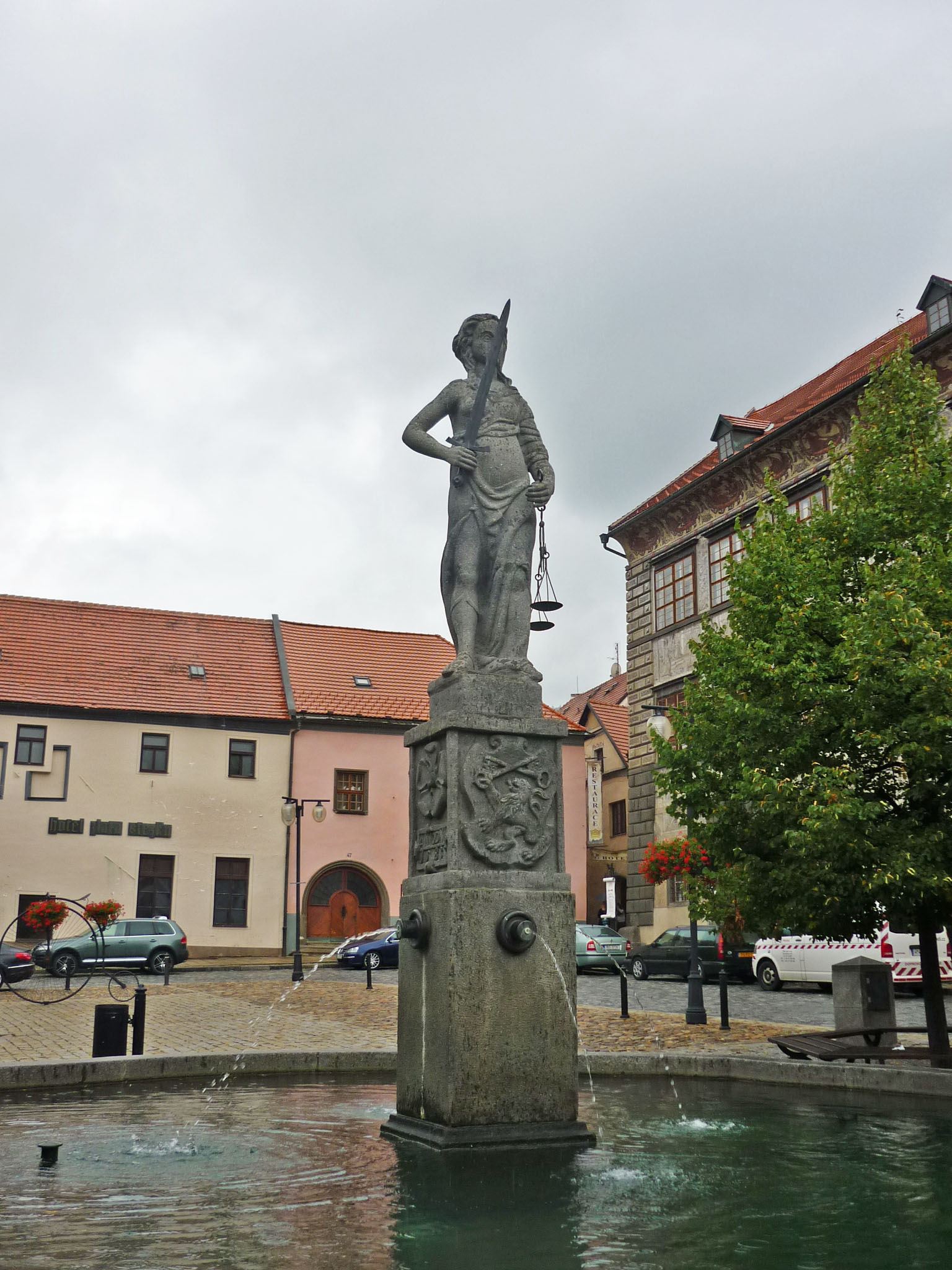
Socha Spravedlnosti na podstavci kašny
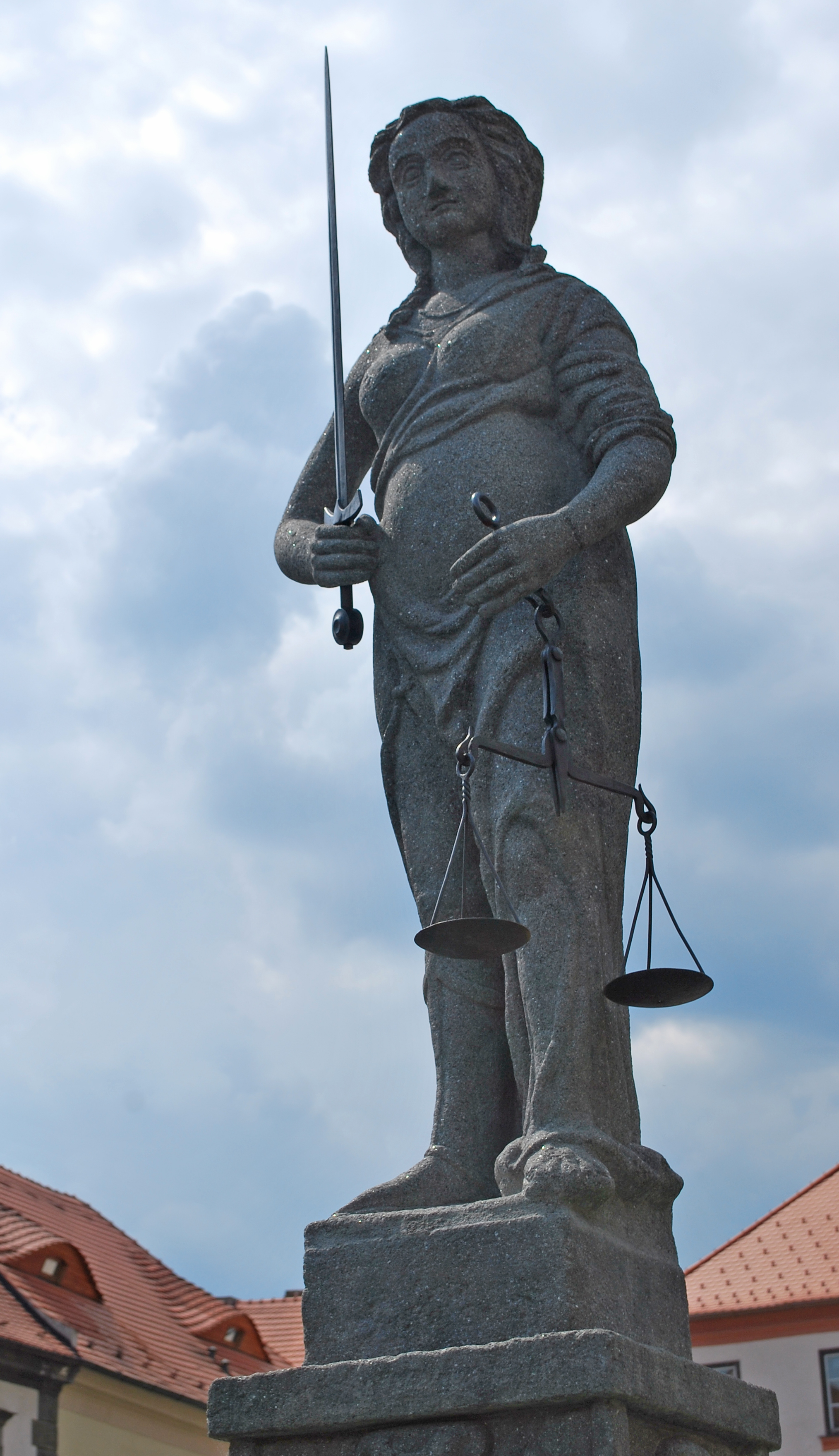
Socha Spravedlnosti na podstavci kašny, detail
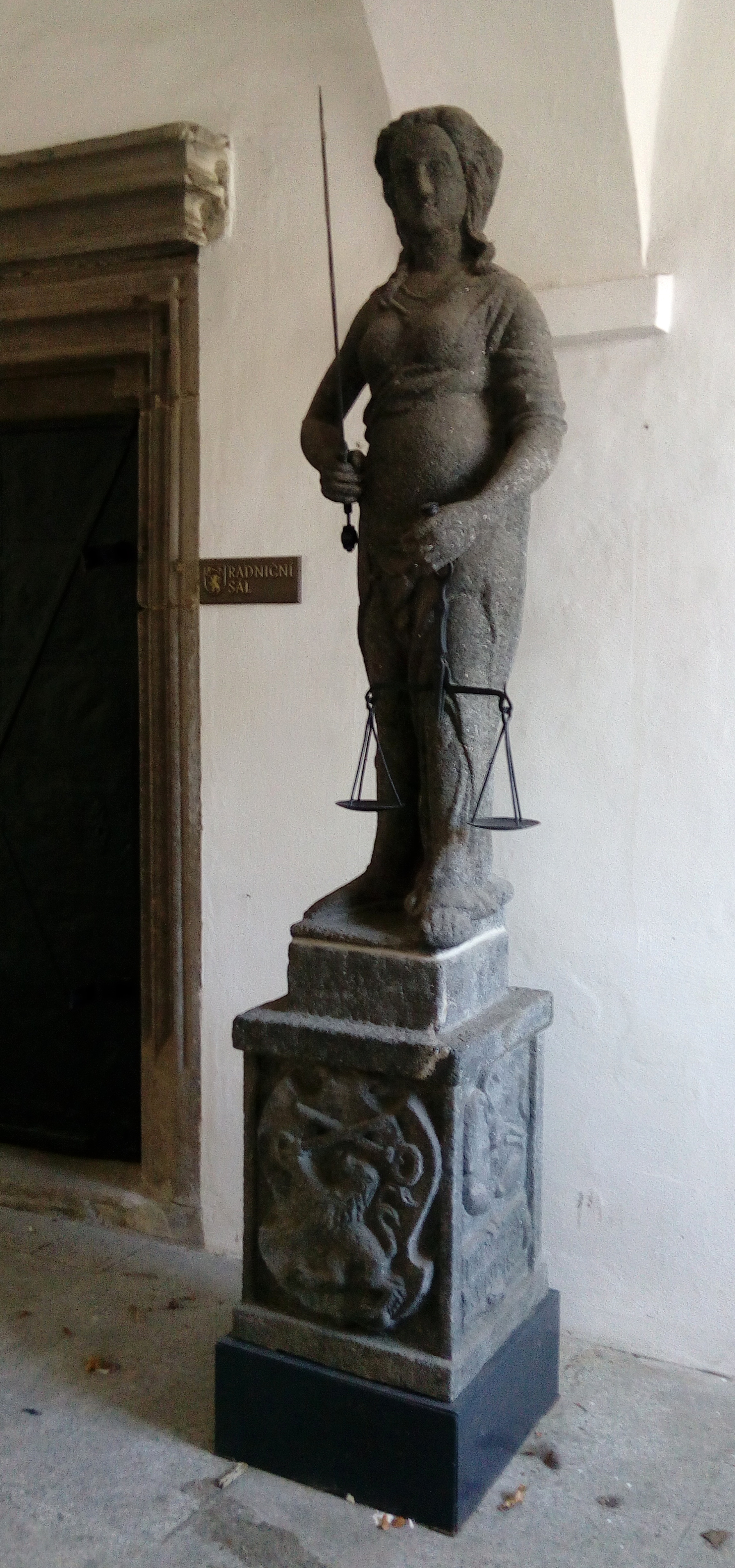
Originál sochy v přízemí Staré radnice
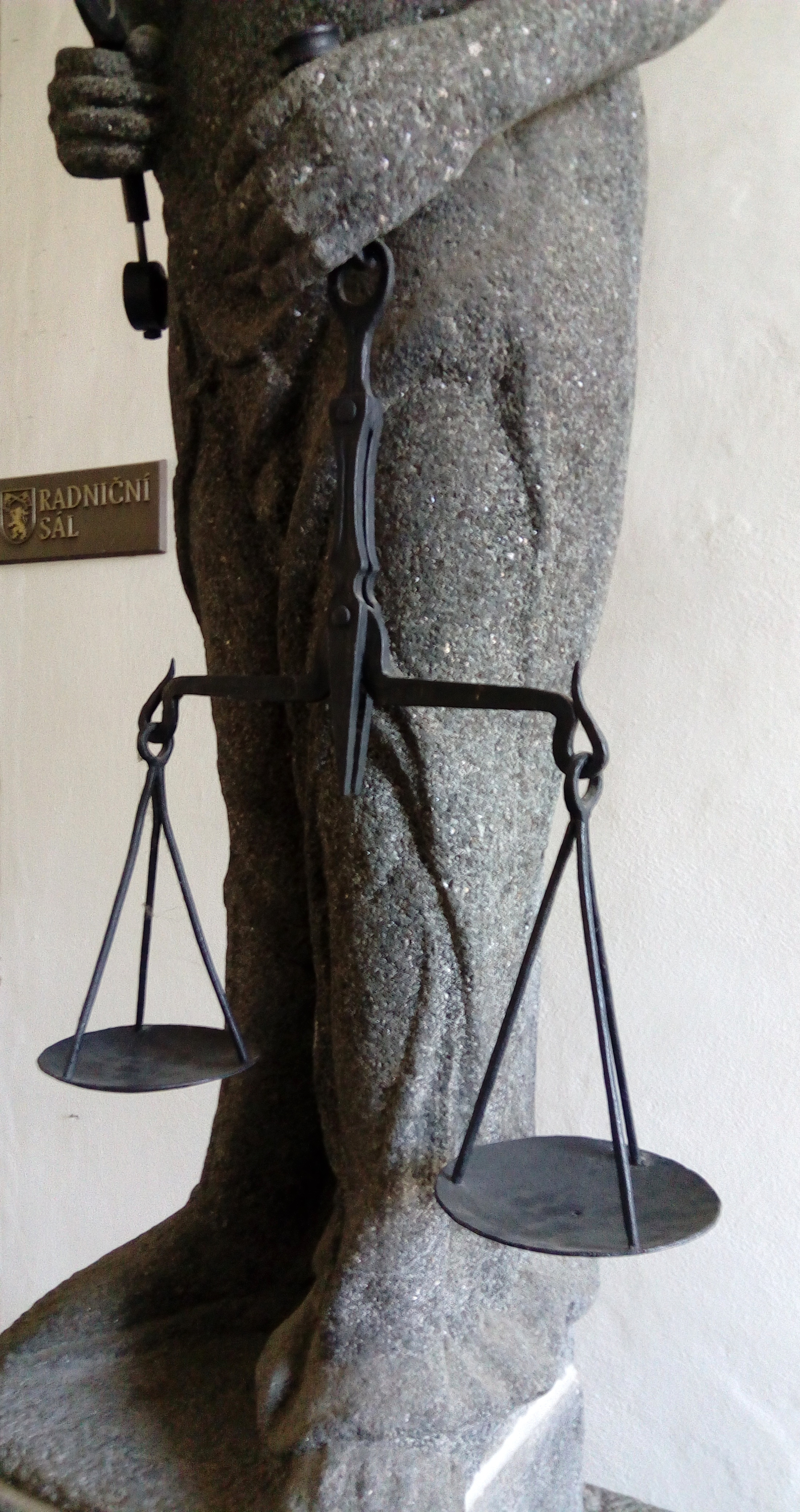
Detail vah, originál sochy v přízemí Staré radnice

### Detail erbů a znaků na podstavci kašny

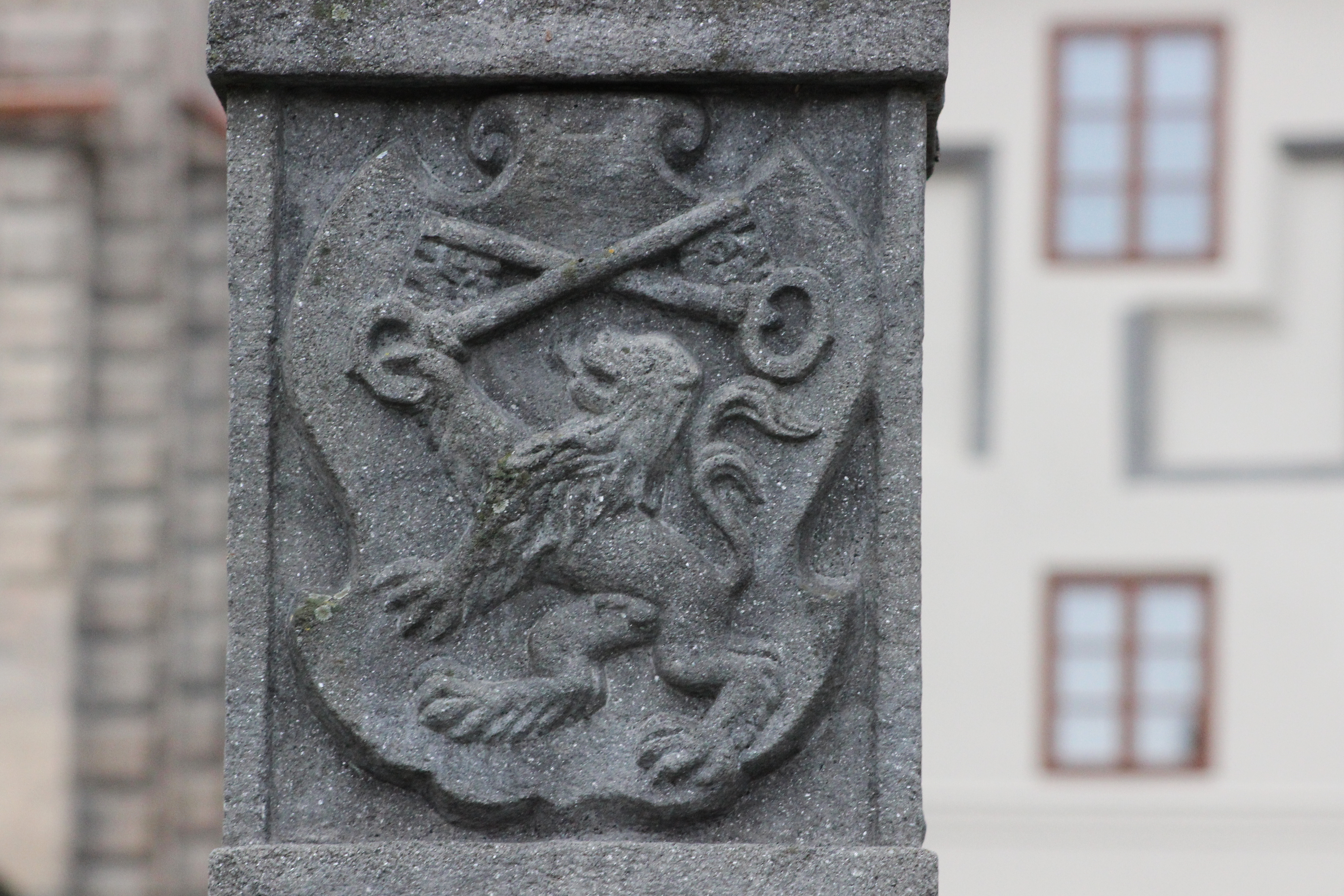
Reliéfní znak města Prachatice na podstavci sochy Spravedlnosti na kašně na Velkém náměstí v Prachaticích (kopie)
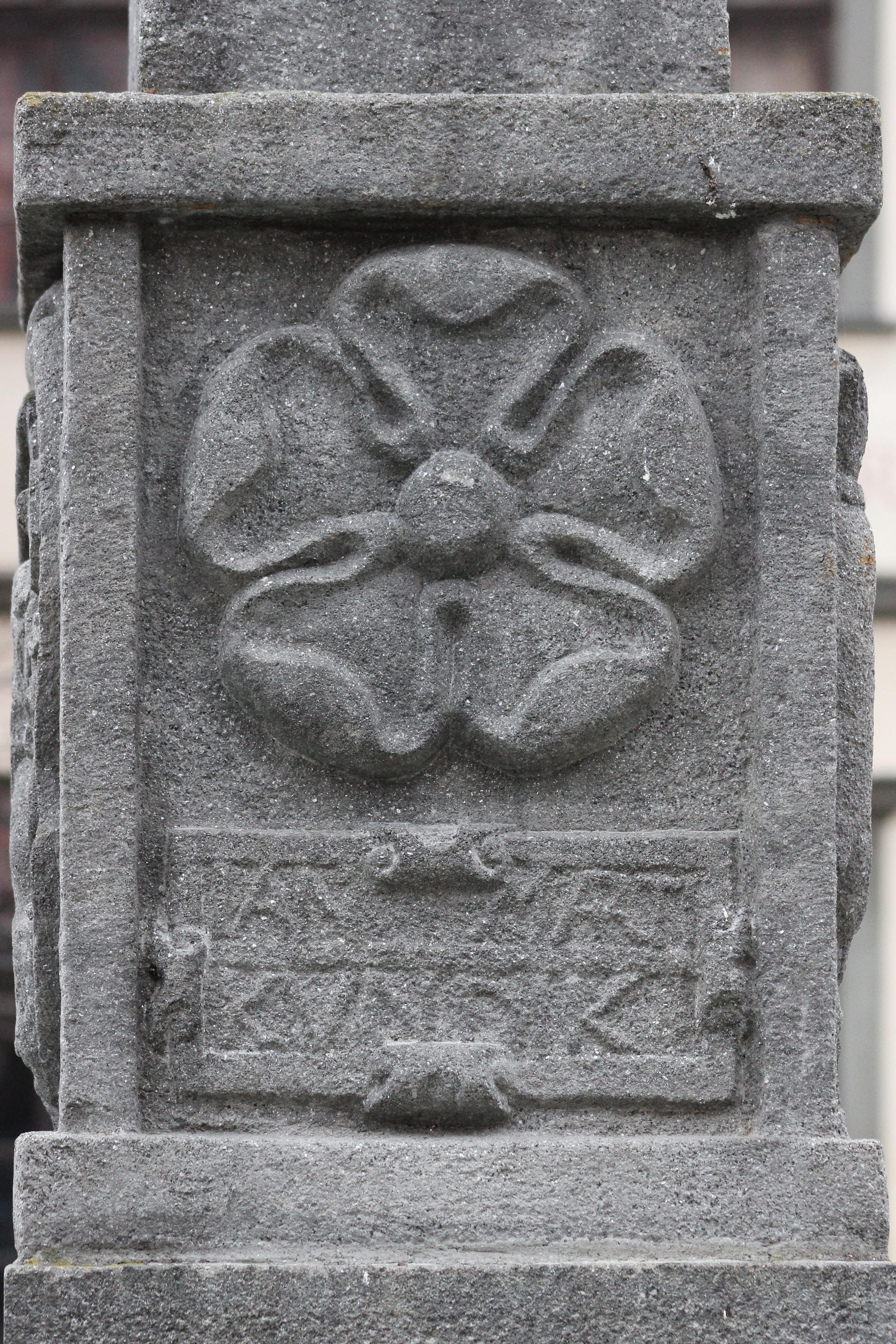
Reliéfní erb Viléma z Rožmberka – pětilistá růže na podstavci sochy Spravedlnosti na kašně na Velkém náměstí v Prachaticích (kopie)
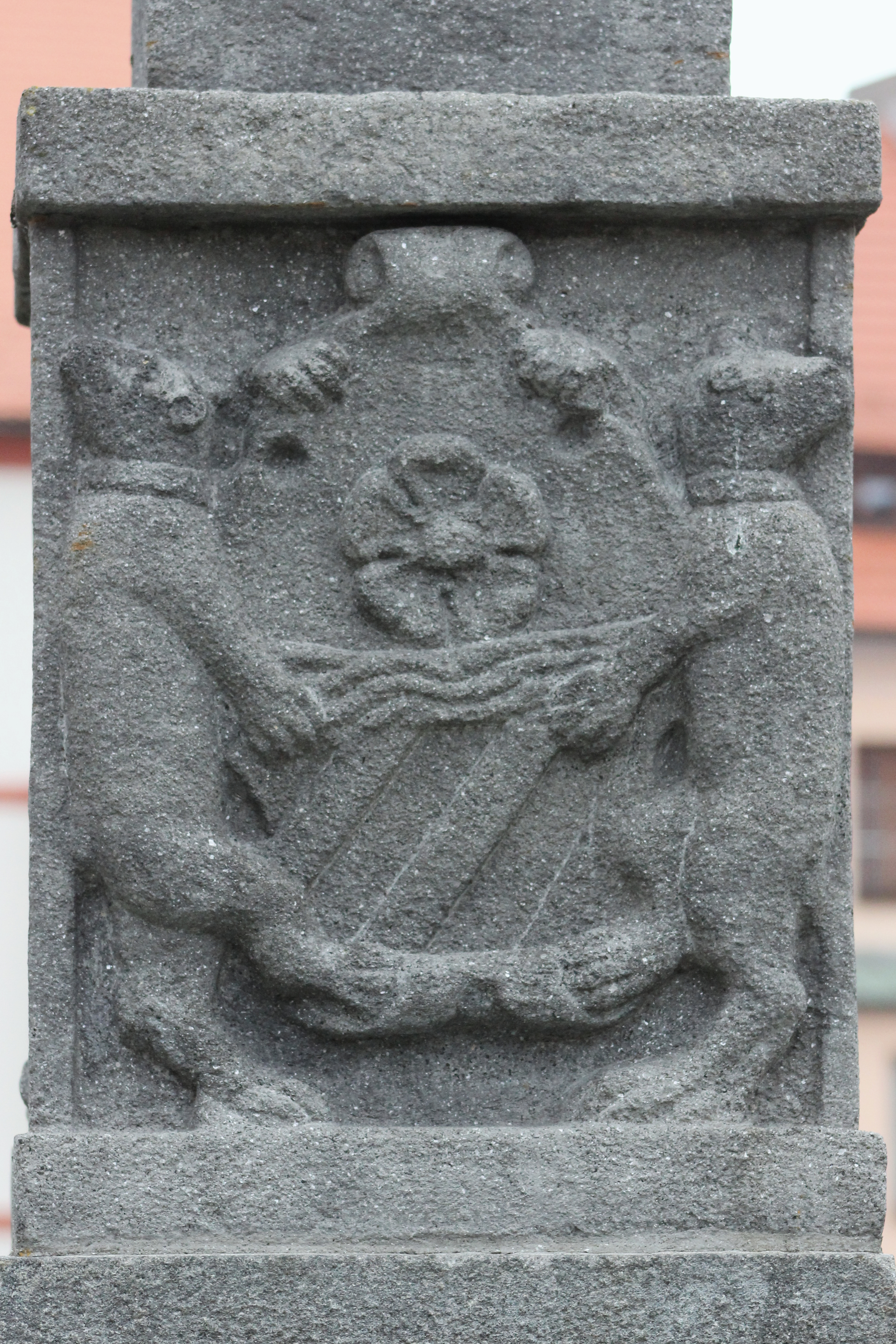
Reliéfní erb Viléma z Rožmberka – dělený štít s pětilistou růží a pruhy nesený dvěma orsiniovskými medvědy na podstavci sochy Spravedlnosti na kašně na Velkém náměstí v Prachaticích (kopie)
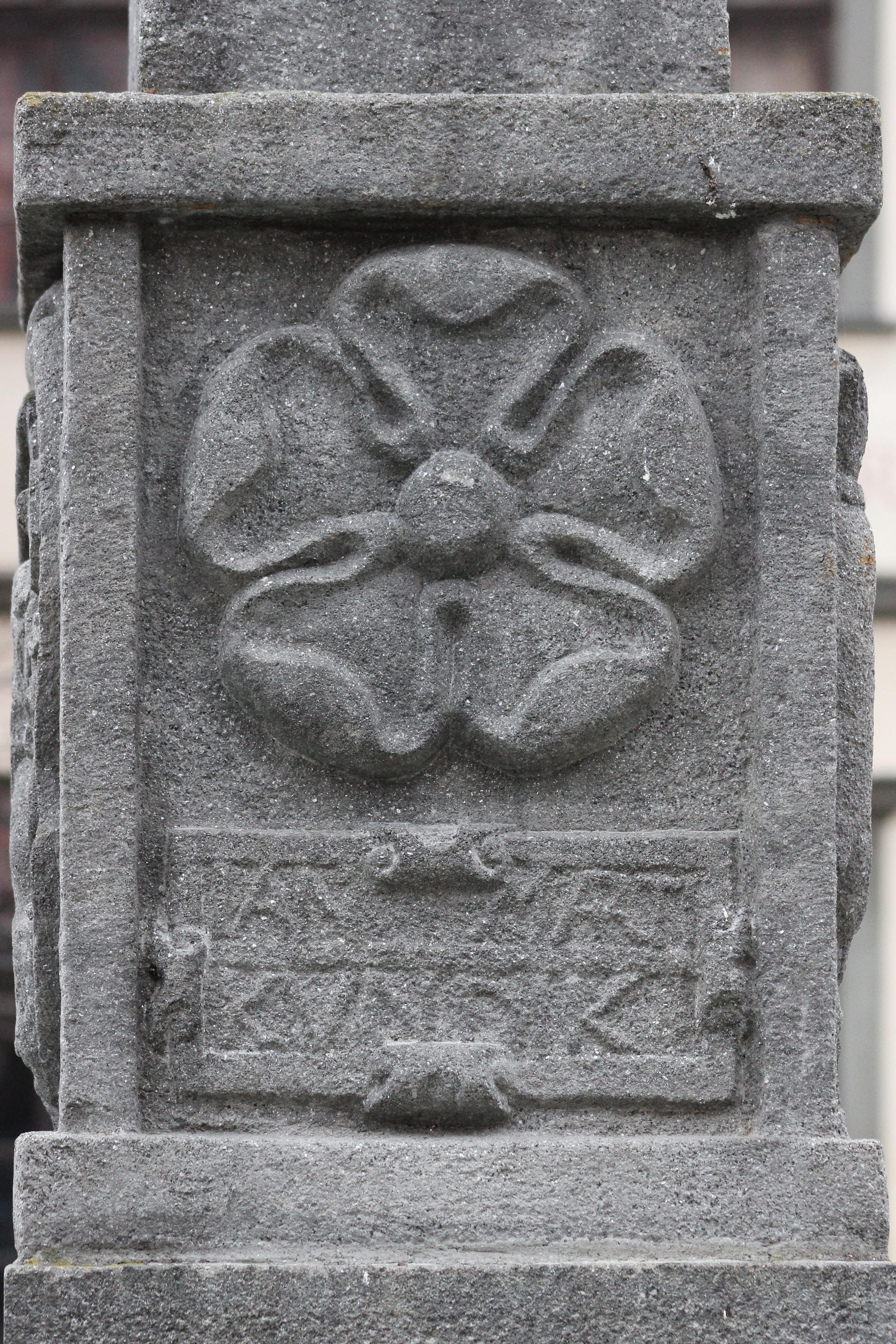
Reliéfní erb Viléma z Rožmberka – pětilistá růže s vročením ANNODN 1583 na podstavci sochy Spravedlnosti na kašně na Velkém náměstí v Prachaticích (kopie)